# Сиднейский симфонический оркестр
Сиднейский симфонический оркестр (англ. Sydney Symphony) — австралийский симфонический оркестр, базирующийся в Сиднее.

## История
Оркестр был создан Австралийской корпорацией теле- и радиовещания ABC в 1932 году. Изначально он носил название Национального оркестра теле- и радиовещания и состоял всего из 24 музыкантов. Основным направлением деятельности оркестра в то время являлась запись музыки для радиопередач и спектаклей. Первое значительное публичное выступление состоялось в 1934 году. В 1930-е годы с оркестром выступали многие знаменитые музыканты, предпочитавшие временно жить в Австралии из-за предшествующей Второй мировой войне политической нестабильности в Европе. В особенности это касалось музыкантов еврейского происхождения, опасавшихся преследований нацистов. Среди них Артур Рубинштейн, Бронислав Губерман, Артур Шнабель.
После окончания войны городскими властями и правительством штата Новый Южный Уэльс было принято решение о создании профессионального симфонического оркестра в Сиднее. В 1946 году он получил своё современное название, а в январе 1948 года состоялся первый концерт оркестра, состав которого уже насчитывал 82 музыканта, в своём новом статусе. Однако формально оркестр оставался подразделением корпорации ABC ещё почти 60 лет, и лишь 2006 году стал официально от неё независимым.
Сегодня Сиднейский симфонический оркестр, наряду с Мельбурнским симфоническим оркестром является одним из ведущих оркестров страны, ежегодно проводящим около 150 концертов, собирающих общую аудиторию более 350000 человек. Несмотря на давние разногласия руководства оркестра и компании Sydney Opera House Trust, управляющей оперным театром в Сиднее, домашней концертной площадкой оркестра в течение многих лет является Сиднейский оперный театр.

## Главные дирижёры
| - Юджин Гуссенс (1947—1956) - Николай Малько (1957—1961) - Дин Диксон (1964—1967) - Моше Ацмон (1967—1971) - Виллем ван Оттерло (1971—1978) - Луи Фремо (1979—1982) - Чарльз Маккерас (1982—1985) | - Зденек Мацал (1986—1987) - Стюарт Челлендер (1987—1991) - Эдо де Ваарт (1993—2003) - Джанлуиджи Джельметти (2004—2008) - Владимир Ашкенази (2009—2013) - Дэвид Робертсон (2014—2019) - Симона Янг (с 2022) |

## Известные музыканты оркестра
- Барри Такуэлл (валторна)